# 1993-as UNCAF-nemzetek kupája
Az UNCAF-nemzetek kupája, avagy a közép-amerikai nemzetek kupája 1993-ban második alkalommal került kiírásra és az 1993-as CONCACAF-aranykupa selejtezőjeként szolgált. Az UNCAF hét tagállama közül Belize és Guatemala nem indult.
A kupa két körből állt: egy selejtezőből és egy döntő csoportkörből. Az 1993-as UNCAF-nemzetek kupáját a rendező ország, Honduras nyerte.

## Selejtező
A selejtezőt a címvédő Costa Rica és Nicaragua között rendezték.
| 1993. február 16. |

| Costa Rica                                                    | 6–0   | Nicaragua |
| ------------------------------------------------------------- | ----- | --------- |
| Astúa 13' 42' Rodríguez 37' Arguedas 60' Rónald Gómez 61' 78' | (3–0) |           |

| Estadio Nacional, San José Nézőszám: 3623 Játékvezető: Thomas (panamai) |

A visszavágót újfent Costa Ricában rendezték, Nicaragua volt a pályaválasztó.
| 1993. február 19. |

| Nicaragua | 0–2   | Costa Rica                           |
| --------- | ----- | ------------------------------------ |
|           | (0–2) | Rodríguez 27' Paniagua 40' Astúa 70′ |

| Estadio Nacional, San José (Costa Rica) Nézőszám: 2824 Játékvezető: Alvarado (salvadori) |

Továbbjutott Costa Rica 8–0-s összesítéssel.

## A torna döntője
A döntő csoportkörben a csapatok körmérkőzéses rendszerben mérkőztek meg egymással. A dobogón végzett csapatok indulhattak az 1993-as CONCACAF-aranykupán. A mérkőzéseket a hondurasi Tegucigalpában rendezték.
A rendező Honduras mindvégig esélyeshez méltóan szerepelt, és az összes mérkőzését megnyerte úgy, hogy még gólt sem kapott, a második mérkőzésen esélyt sem hagyva győzték le a Costa Rica-i labdarúgó-válogatottat 2–0-ra. A torna gólkirálya a Salvador elleni mesterhármassal, kimagasló teljesítménnyel a hondurasi Nicolás Suazo lett 5 góllal.
A torna harmadik helyéért folytatott csatája végül teljesen kiegyenlített eredményt hozott, Panama csak annak köszönhette továbbjutását, hogy Salvador 3–0-ra kapott ki a tornagyőztes hazai csapattól.
| #  | Csapat     | J | Gy | D | V | Rg | Kg | Gk | P |
| -- | ---------- | - | -- | - | - | -- | -- | -- | - |
| 1. | Honduras   | 3 | 3  | 0 | 0 | 7  | 0  | +7 | 6 |
| 2. | Costa Rica | 3 | 2  | 0 | 1 | 3  | 2  | +1 | 4 |
| 3. | Panama     | 3 | 0  | 1 | 2 | 1  | 5  | -4 | 1 |
| 4. | Salvador   | 3 | 0  | 1 | 2 | 1  | 5  | -4 | 1 |

| 1993. március 5. |

| Costa Rica | 1–0   | Salvador |
| ---------- | ----- | -------- |
| Gómez 67'  | (0–0) |          |

| Estadio Tiburcio Carías Andino, Tegucigalpa (Honduras) Nézőszám: 10 705 Játékvezető: Barrios (panamai) |

| 1993. március 5. |

| Honduras                        | 2–0   | Panama |
| ------------------------------- | ----- | ------ |
| Castro 11' (11-esből) Suazo 82' | (1–0) |        |

| Estadio Tiburcio Carías Andino, Tegucigalpa Nézőszám: 10 705 Játékvezető: Ulloa (Costa Rica-i) |

| 1993. március 7. |

| Panama                | 1–1   | Salvador      |
| --------------------- | ----- | ------------- |
| Ortega 83' (11-esből) | (0–0) | Díaz Arce 48' |

| Estadio Tiburcio Carías Andino, Tegucigalpa (Honduras) Nézőszám: 11 100 Játékvezető: Sabillón (hondurasi) |

| 1993. március 7. |

| Honduras            | 2–0   | Costa Rica |
| ------------------- | ----- | ---------- |
| Suazo 53' Calix 56' | (0–0) |            |

| Estadio Tiburcio Carías Andino, Tegucigalpa Nézőszám: 11 100 Játékvezető: Rodríguez (salvadori) |

| 1993. március 9. |

| Honduras          | 3–0   | Salvador |
| ----------------- | ----- | -------- |
| Suazo 35' 43' 79' | (1–0) |          |

| Estadio Tiburcio Carías Andino, Tegucigalpa Nézőszám: 9859 Játékvezető: Brizio Carter (mexikói) |

| 1993. március 9. |

| Costa Rica                              | 2–0   | Panama                   |
| --------------------------------------- | ----- | ------------------------ |
| Guthrie 6' Fonseca 21' 68′ González 82′ | (2–0) | Poyatos 68′ Mendieta 82′ |

| Estadio Tiburcio Carías Andino, Tegucigalpa (Honduras) Nézőszám: 9859 Játékvezető: Hall (USA) |

| 1993-as UNCAF-nemzetek kupája bajnoka: |
| -------------------------------------- |
| HONDURAS 1. cím                        |

### Góllövőlista
| #  | Játékos               | Ország     | Gól |
| -- | --------------------- | ---------- | --- |
| 1. | Nicolás Suazo         | Honduras   | 5   |
| 2. | Raúl Díaz Arce        | Salvador   | 1   |
| 2. | Luis Enrique Calix    | Honduras   | 1   |
| 2. | Juan Francisco Castro | Honduras   | 1   |
| 2. | Rolando Fonseca       | Costa Rica | 1   |
| 2. | Rónald Gómez          | Costa Rica | 1   |
| 2. | Floyd Guthrie         | Costa Rica | 1   |
| 2. | Eric Ortega           | Panama     | 1   |

### A torna válogatottja
- Erick Lonnis (kapus)
- Arnold Cruz (balhátvéd)
- Gilberto Yearwood (középhátvéd)
- Rónald González (középhátvéd)
- Léonel Cárcamo (jobbhátvéd)
- Frank Lozada (bal oldali középpályás)
- José Guillermo Rivera (középpályás)
- Luis Enrique Calix (középpályás)
- Kénneth Paniagua (jobb oldali középpályás)
- Nicolás Suazo (csatár)
- Eugenio Dolmo Flores (csatár)